# Bárbara Jagellón
Bárbara Jagellón (Sandomierz, 15 de julio de 1478-Leipzig, 15 de febrero de 1534) fue una princesa de Polonia, y por matrimonio duquesa de Sajonia.

## Familia
Bárbara era hija del rey Casimiro IV de Polonia y de su esposa, Isabel de Habsburgo de Hungría. Sus abuelos paternos eran Vladislao II de Polonia y su cuarta esposa, Sofía de Halshany. Sus abuelos maternos eran el rey Alberto de Hungría y su esposa, Isabel de Luxemburgo, hija del rey Segismundo de Hungría.
Bárbara debía su nombre a su bisabuela, Bárbara de Celje. Era la duodécima de los trece hijos de sus padres. Entre sus hermanos estaban Vladislao II de Bohemia y Hungría; Eduviges, duquesa de Baviera; Casimiro el Santo; Juan I Alberto de Polonia; Alejandro I Jagellón; Segismundo I Jagellón el Viejo; Ana, duquesa de Pomerania; Sofía, margravina de Brandeburgo; y tres hermanas llamadas Isabel.

## Biografía
Bárbara se casó el 21 de noviembre de 1496 en una deslumbrante ceremonia en Leipzig con Jorge el Barbudo de Sajonia (1471-1539). En la boda, se dice que 6286 nobles alemanes y polacos estaban presentes. Este matrimonio era una parte clave del mantenimiento de las buenas relaciones diplomáticas entre Alemania y Polonia. Para la familia de Bárbara, el asunto del matrimonio era muy importante debido a su rivalidad con la Casa de Habsburgo.
En 1513, Bárbara y su marido fundaron la Catedral de Meissen. Se registra que varias misas y la celebración litúrgica de la Pascua han tenido lugar desde entonces. Bárbara envió cartas a su marido mientras él estaba en batallas. Testigos dicen que eran un matrimonio muy cariñoso y feliz. Bárbara murió el 15 de febrero de 1534; Jorge estaba tan afligido por el dolor que se dejó crecer la barba durante este tiempo, y por eso se le apodó "el Barbudo".
Bárbara fue enterrada en la catedral de Meissen en la capilla funeraria de su marido, construida entre 1521-1524. El retablo de la capilla funeraria es la obra de Lucas Cranach el Viejo.

## Descendencia
Jorge y Bárbara tuvieron diez hijos:
1. Cristóbal (muerto joven).
2. Juan (24 de agosto de 1498-11 de enero de 1537) se casó con Isabel de Hesse.
3. Wolfgang (muerto joven).
4. Ana (muerta joven).
5. Cristóbal (muerto joven).
6. Inés (muerta joven).
7. Federico (15 de marzo de 1504-26 de febrero de 1539).
8. Cristina (25 de diciembre de 1505-15 de abril de 1549), casada con el landgrave Felipe I de Hesse.
9. Magdalena (7 de marzo de 1507-25 de enero de 1534), casada con el elector Joaquín II de Brandeburgo.
10. Margarita (muerta joven).